# Kabinett Nash

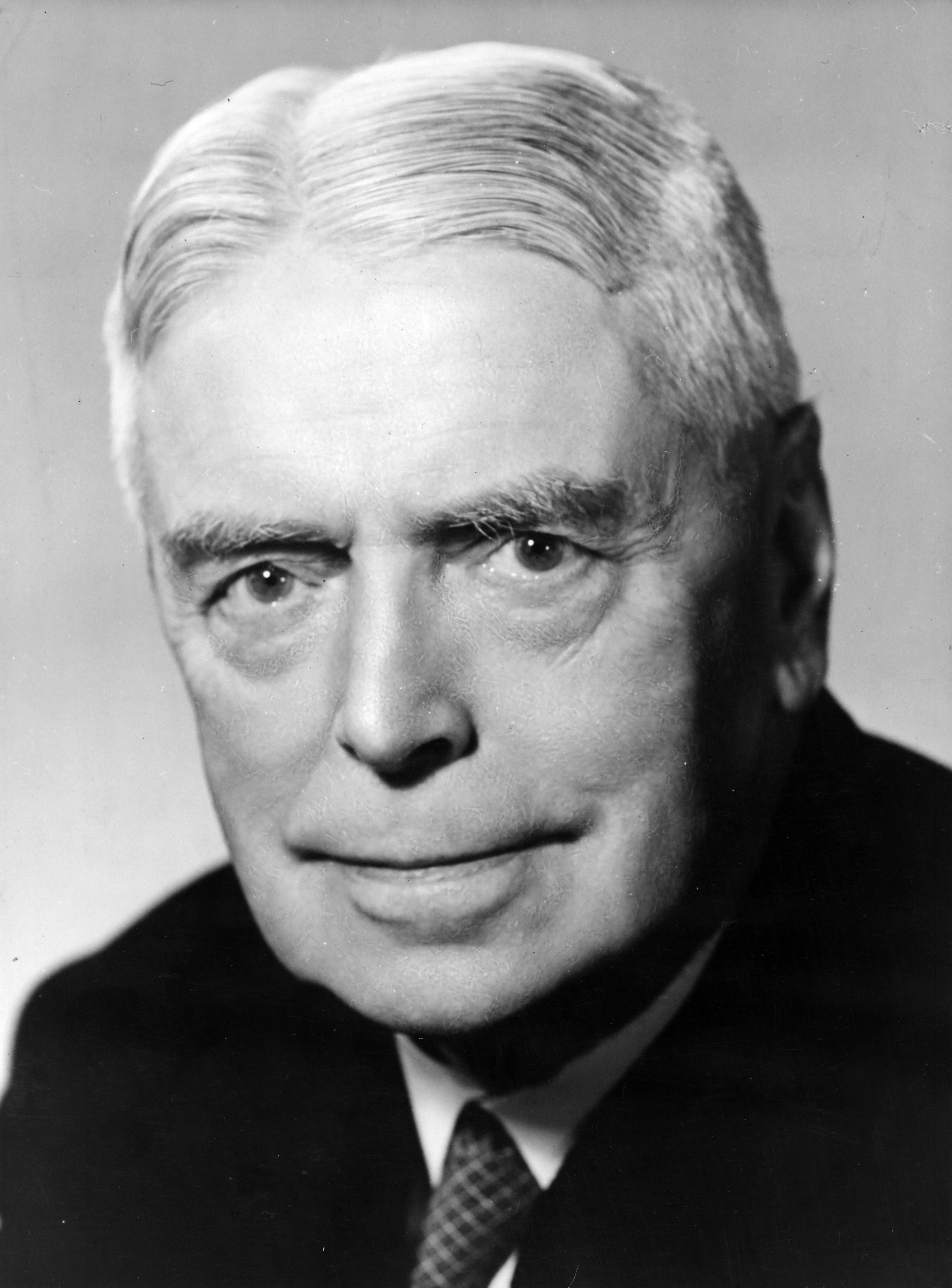
Premierminister Walter Nash (1940er Jahre)

Das Kabinett Nash wurde in Neuseeland am 12. Dezember 1957 durch Premierminister Walter Nash von der New Zealand Labour Party gebildet und löste das Kabinett Holyoake I ab. Es befand sich bis zum 12. Dezember 1960 im Amt und wurde dann durch das Kabinett Holyoake II abgelöst.
Die New Zealand National Party des bisherigen Premierministers Keith Holyoake erlitt bei den Wahlen am 30. November 1957 eine Niederlage und konnte mit 44,21 Prozent nur noch 39 Mandate der 80 Sitze im Repräsentantenhaus erzielen. Die Labour Party mit ihrem Spitzenkandidaten Walter Nash kam auf 48,31 Prozent und zog mit 41 Abgeordneten in das Repräsentantenhaus, woraufhin Nash am 12. Dezember 1957 neuer Premierminister wurde. Die Social Credit Party als drittstärkste Kraft konnte trotz ihrer 7,21 Prozent keinen Abgeordneten stellen. Bei der darauf folgenden Wahl am 26. November 1960 verlor die Labour Party jedoch ihre knappe Mehrheit und konnte mit 43,4 Prozent nur noch 34 Abgeordnete stellen. Die National Party war mit 47,6 Prozent Sieger der Wahl und zog mit 46 Abgeordneten ins Parlament ein, woraufhin Holyoake abermals Premierminister wurde.

## Minister
Dem Kabinett gehörten folgende Minister an:
| Amt                                                                              | Name              | Beginn der Amtszeit | Ende der Amtszeit |
| -------------------------------------------------------------------------------- | ----------------- | ------------------- | ----------------- |
| Premierminister                                                                  | Walter Nash       | 12. Dezember 1957   | 12. Dezember 1960 |
| Außenminister und Minister für Māori-Angelegenheiten                             | Walter Nash       | 12. Dezember 1957   | 12. Dezember 1960 |
| Stellvertretender Premierminister und Minister für Landwirtschaft und Ländereien | Clarence Skinner  | 12. Dezember 1957   | 12. Dezember 1960 |
| Finanzminister                                                                   | Arnold Nordmeyer  | 12. Dezember 1957   | 12. Dezember 1960 |
| Generalstaatsanwalt, Justizminister und Gesundheitsminister                      | Rex Mason         | 12. Dezember 1957   | 12. Dezember 1960 |
| Minister für Arbeit, Bergbau und Einwanderung                                    | Fred Hackett      | 12. Dezember 1957   | 12. Dezember 1960 |
| Minister für Marine und Wohnungsbau                                              | Bill Fox          | 12. Dezember 1957   | 12. Dezember 1960 |
| Minister für öffentliche Arbeiten                                                | Hugh Watt         | 12. Dezember 1957   | 12. Dezember 1960 |
| Minister für Forsten                                                             | Eruera Tirikatene | 12. Dezember 1957   | 12. Dezember 1960 |
| Verteidigungsminister und Polizeiminister                                        | Philip Connolly   | 12. Dezember 1957   | 12. Dezember 1960 |
| Minister für Eisenbahnen                                                         | Michael Moohan    | 12. Dezember 1957   | 12. Dezember 1960 |
| Generalpostmeister und Minister für Telegrafie                                   | Michael Moohan    | 12. Dezember 1957   | 12. Dezember 1960 |
| Minister für Industrie und Handel                                                | Phil Holloway     | 12. Dezember 1957   | 12. Dezember 1960 |
| Minister für wissenschaftliche und industrielle Forschung                        | Phil Holloway     | 12. Dezember 1957   | 12. Dezember 1960 |
| Bildungsminister                                                                 | Philip Skoglund   | 12. Dezember 1957   | 12. Dezember 1960 |
| Ministerin für soziale Sicherheit                                                | Mabel Howard      | 12. Dezember 1957   | 12. Dezember 1960 |
| Ministerin für Frauen- und Kinderwohlfahrt                                       | Mabel Howard      | 12. Dezember 1957   | 12. Dezember 1960 |
| Minister für Transport und Zivilluftfahrt                                        | John Mathison     | 12. Dezember 1957   | 12. Dezember 1960 |
| Minister für Inselterritorien und Tourismus                                      | John Mathison     | 12. Dezember 1957   | 12. Dezember 1960 |
| Minister für Zölle und Rundfunk                                                  | Ray Boord         | 12. Dezember 1957   | 12. Dezember 1960 |
| Innenminister                                                                    | Bill Anderton     | 12. Dezember 1957   | 12. Dezember 1960 |
| Minister für Zivilverteidigung                                                   | Bill Anderton     | 12. Dezember 1957   | 12. Dezember 1960 |